# Migende
Migende är ett vattendrag i Burundi.   Det ligger i provinsen Kayanza, i den nordvästra delen av landet, 60 kilometer nordost om huvudstaden Bujumbura.
Omgivningarna runt Migende är en mosaik av jordbruksmark och naturlig växtlighet. Runt Migende är det tätbefolkat, med 397 invånare per kvadratkilometer.